# Eduard Hauser
Eduard Hauser, född 26 november 1948, är en schweizisk längdskidåkare som var aktiv under 1970-talet. Han erövrade brons på 4 x 10 km vid Sapporo 1972.